# Sindaci di Treviso
Di seguito l'elenco cronologico dei sindaci di Treviso e delle altre figure apicali equivalenti che si sono succedute nel corso della storia.

## Regno d'Italia (1866-1946)
| Periodo        | Periodo         | Primo cittadino                    | Partito                       | Carica                  | Note        |
| -------------- | --------------- | ---------------------------------- | ----------------------------- | ----------------------- | ----------- |
| 28 luglio 1866 | 9 dicembre 1866 | Rodolfo d'Afflitto di Montefalcone |                               | Regio commissario       | -           |
| 1866           | 1886            | Antonio Caccianiga                 |                               | Sindaco                 | -           |
| 1866           | 1867            | Aurelio Moretti Adimari            |                               | Facente funzioni        | -           |
| 1867           | 1869            | Salvatore Mandruzzato              |                               | Sindaco                 | [ 1 ] [ 2 ] |
| 1869           | 1872            | Angelo Vianello Cacchiole          |                               | Sindaco                 | -           |
| 1872           | 1873            | Pietro Gelsomini                   |                               | Facente funzioni        | -           |
| 1873           | 1875            | Francesco Zironi                   |                               | Regio commissario       | -           |
| 1875           | 1880            | Antonio Girotto                    |                               | Sindaco                 | -           |
| 1885           | 1885            | Vincenzo Bianchini                 |                               | Sindaco                 | -           |
| 1895           | 1905            | Giovan Battista Mandruzzato        |                               | Sindaco                 | -           |
| 1905           | 1907            | Gian Giacomo Felissent             |                               | Sindaco                 | -           |
| 1907           | 1908            | Fortunato Michieli                 |                               | Sindaco                 | -           |
| 1908           | 1910            | Zaccaria Bricito                   |                               | Sindaco                 | -           |
| 1910           | 1914            | Roberto Patrese                    |                               | Sindaco                 | -           |
| 1914           | 1920            | Zaccaria Bricito                   |                               | Sindaco                 | -           |
| 1920           | 1922            | Italo Levacher                     |                               | Sindaco                 | -           |
| 1922           | 1923            | Federico Craveri                   |                               | Regio commissario       | -           |
| 1923           | 1926            | Luigi Faraone                      | Partito Nazionale Fascista    | Sindaco                 | -           |
| 1926           | 1926            | Luigi Brandi                       |                               | Regio commissario       | -           |
| 1926           | 1926            | Aldo Van Den Borre                 |                               | Commissario prefettizio | -           |
| 1926           | 1929            | Luigi Faraone                      | Partito Nazionale Fascista    | Podestà                 | -           |
| 1929           | 1930            | Empedocle Lauricella               |                               | Commissario prefettizio | -           |
| 1930           | 1934            | Ignazio Chiarelli                  | Partito Nazionale Fascista    | Podestà                 | -           |
| 1934           | 1937            | Giovanni Fiorioli Banchieri        | Partito Nazionale Fascista    | Podestà                 | -           |
| 1937           | 1943            | Italo Candiago                     | Partito Nazionale Fascista    | Podestà                 | -           |
| 1943           | 1943            | Guglielmo Ferrero                  | Partito Nazionale Fascista    | Podestà                 | -           |
| 1943           | 1945            | Domenico Bertoli                   | Partito Fascista Repubblicano | Podestà                 | -           |
| 2 maggio 1945  | 18 aprile 1946  | Pietro Dal Pozzo                   | Partito Comunista Italiano    | Sindaco                 | [ 3 ]       |

## Repubblica Italiana (dal 1946)

Il gonfalone comunale

| Sindaci eletti dal Consiglio comunale (1946-1994)    | Sindaci eletti dal Consiglio comunale (1946-1994) | Sindaci eletti dal Consiglio comunale (1946-1994) | Sindaci eletti dal Consiglio comunale (1946-1994) | Sindaci eletti dal Consiglio comunale (1946-1994) | Sindaci eletti dal Consiglio comunale (1946-1994) | Sindaci eletti dal Consiglio comunale (1946-1994) | Sindaci eletti dal Consiglio comunale (1946-1994) | Sindaci eletti dal Consiglio comunale (1946-1994) |
| Nominativo                                           | Nominativo                                        | Partito                                           | Partito                                           | Partito                                           | Partito                                           | Mandato                                           | Mandato                                           | Elezione                                          |
| Nominativo                                           | Nominativo                                        | Partito                                           | Partito                                           | Partito                                           | Partito                                           | Inizio                                            | Fine                                              | Elezione                                          |
| ---------------------------------------------------- | ------------------------------------------------- | ------------------------------------------------- | ------------------------------------------------- | ------------------------------------------------- | ------------------------------------------------- | ------------------------------------------------- | ------------------------------------------------- | ------------------------------------------------- |
|                                                      | Antonio Ferrarese                                 |                                                   | Democrazia Cristiana                              | Democrazia Cristiana                              | Democrazia Cristiana                              | 18 aprile 1946                                    | 1º marzo 1948                                     | Elezione 1946                                     |
|                                                      | Giorgio Gregorj                                   |                                                   | Democrazia Cristiana                              | Democrazia Cristiana                              | Democrazia Cristiana                              | 1º marzo 1948                                     | 18 marzo 1948                                     | Elezione 1946                                     |
|                                                      | Raffaello Bettazzi                                |                                                   | Democrazia Cristiana                              | Democrazia Cristiana                              | Democrazia Cristiana                              | 18 marzo 1948                                     | 18 giugno 1951                                    | Elezione 1946                                     |
|                                                      | Giorgio Gregorj                                   |                                                   | Democrazia Cristiana                              | Democrazia Cristiana                              | Democrazia Cristiana                              | 18 giugno 1951                                    | 19 maggio 1952                                    | Elezione 1951                                     |
|                                                      | Alessandro Tronconi                               |                                                   | Democrazia Cristiana                              | Democrazia Cristiana                              | Democrazia Cristiana                              | 19 maggio 1952                                    | 4 luglio 1956                                     | Elezione 1951                                     |
| 4 luglio 1956                                        | Alessandro Tronconi                               | 3 marzo 1959                                      | Democrazia Cristiana                              | Democrazia Cristiana                              | Democrazia Cristiana                              | Elezione 1956                                     |                                                   |                                                   |
|                                                      | Luigi Chiereghin                                  |                                                   | Democrazia Cristiana                              | Democrazia Cristiana                              | Democrazia Cristiana                              | Elezione 1956                                     | 3 marzo 1959                                      | 31 dicembre 1960                                  |
| 31 dicembre 1960                                     | Luigi Chiereghin                                  | 25 gennaio 1965                                   | Democrazia Cristiana                              | Democrazia Cristiana                              | Democrazia Cristiana                              | Elezione 1960                                     |                                                   |                                                   |
|                                                      | Bruno Marton                                      |                                                   | Democrazia Cristiana                              | Democrazia Cristiana                              | Democrazia Cristiana                              | 25 gennaio 1965                                   | 1º settembre 1970                                 | Elezione 1964                                     |
| 1º settembre 1970                                    | Bruno Marton                                      | 2 ottobre 1975                                    | Democrazia Cristiana                              | Democrazia Cristiana                              | Democrazia Cristiana                              | Elezione 1970                                     |                                                   |                                                   |
|                                                      | Antonio Mazzarolli                                |                                                   | Democrazia Cristiana                              | Democrazia Cristiana                              | Democrazia Cristiana                              | 2 ottobre 1975                                    | 10 marzo 1976                                     | Elezione 1975                                     |
|                                                      | Enrico Azzi                                       |                                                   | Partito Repubblicano Italiano                     | Partito Repubblicano Italiano                     | Partito Repubblicano Italiano                     | 10 marzo 1976                                     | 27 novembre 1976                                  | Elezione 1975                                     |
|                                                      | Antonio Mazzarolli                                |                                                   | Democrazia Cristiana                              | Democrazia Cristiana                              | Democrazia Cristiana                              | 27 novembre 1976                                  | 13 agosto 1980                                    | Elezione 1975                                     |
| 13 agosto 1980                                       | Antonio Mazzarolli                                | 13 dicembre 1985                                  | Democrazia Cristiana                              | Democrazia Cristiana                              | Democrazia Cristiana                              | Elezione 1980                                     |                                                   |                                                   |
| 13 dicembre 1985                                     | Antonio Mazzarolli                                | 22 giugno 1987                                    | Democrazia Cristiana                              | Democrazia Cristiana                              | Democrazia Cristiana                              | Elezione 1985                                     |                                                   |                                                   |
|                                                      | Alessandro Reggiani                               |                                                   | Partito Socialista Democratico Italiano           | Partito Socialista Democratico Italiano           | Partito Socialista Democratico Italiano           | Elezione 1985                                     | 22 giugno 1987                                    | 11 luglio 1988                                    |
|                                                      | Vittorino Pavan                                   |                                                   | Democrazia Cristiana                              | Democrazia Cristiana                              | Democrazia Cristiana                              | Elezione 1985                                     | 11 luglio 1988                                    | 3 agosto 1990                                     |
| 3 agosto 1990                                        | Vittorino Pavan                                   | 21 novembre 1992                                  | Democrazia Cristiana                              | Democrazia Cristiana                              | Democrazia Cristiana                              | Elezione 1990                                     |                                                   |                                                   |
|                                                      | Gianfranco Gagliardi                              |                                                   | Democrazia Cristiana                              | Democrazia Cristiana                              | Democrazia Cristiana                              | Elezione 1990                                     | 21 novembre 1992                                  | 9 maggio 1994                                     |
| Italia                                               | Elio Giannuzzi (Commissario prefettizio)          | –                                                 | –                                                 | –                                                 | –                                                 | 9 maggio 1994                                     | 5 dicembre 1994                                   | –                                                 |
| Sindaci eletti direttamente dai cittadini (dal 1994) |                                                   |                                                   |                                                   |                                                   |                                                   |                                                   |                                                   |                                                   |
| Nominativo                                           | Nominativo                                        | Partito                                           | Partito                                           | Coalizione                                        | Coalizione                                        | Mandato                                           | Mandato                                           | Elezione                                          |
| Nominativo                                           | Nominativo                                        | Partito                                           | Partito                                           | Coalizione                                        | Coalizione                                        | Inizio                                            | Fine                                              | Elezione                                          |
|                                                      | Giancarlo Gentilini                               |                                                   | Lega Nord                                         |                                                   | LN                                                | 5 dicembre 1994                                   | 14 dicembre 1998                                  | Elezione 1994                                     |
|                                                      | Giancarlo Gentilini                               | LN                                                | Lega Nord                                         | 14 dicembre 1998                                  | 10 giugno 2003                                    | Elezione 1998                                     |                                                   |                                                   |
|                                                      | Gian Paolo Gobbo                                  |                                                   | Lega Nord                                         |                                                   | LN                                                | 10 giugno 2003                                    | 15 aprile 2008                                    | Elezione 2003                                     |
|                                                      | Gian Paolo Gobbo                                  | PdL-LN-L. civiche                                 | Lega Nord                                         | 15 aprile 2008                                    | 10 giugno 2013                                    | Elezione 2008                                     |                                                   |                                                   |
|                                                      | Giovanni Manildo                                  |                                                   | Partito Democratico                               |                                                   | PD-SEL-L. civiche                                 | 10 giugno 2013                                    | 13 giugno 2018                                    | Elezione 2013                                     |
|                                                      | Mario Conte                                       |                                                   | Lega                                              |                                                   | Lega-FI-FdI-UdC-L. civiche                        | 13 giugno 2018                                    | 6 giugno 2023                                     | Elezione 2018                                     |
|                                                      | Mario Conte                                       | Lega-FdI-FI-CI-L. civiche                         | Lega                                              | 6 giugno 2023                                     | in carica                                         | Elezione 2023                                     |                                                   |                                                   |